# Lindholm (Östersjön)
Lindholm är en ö i Danmark. Den ligger i Region Själland, i den sydöstra delen av landet i Östersjön söder om Lolland. På ön förekommer gräsmarker och hed.